# Agrotis backstromi
Agrotis backstromi är en fjärilsart som beskrevs av Aurivillius 1922. Agrotis backstromi ingår i släktet Agrotis och familjen nattflyn. Inga underarter finns listade i Catalogue of Life.